# Geoffrey Ingram Taylor
Pour les articles homonymes, voir Taylor.
Geoffrey Ingram Taylor, né le 7 mars 1886 à St. John's Wood (Londres) et mort le 27 juin 1975 à Cambridge, est un physicien britannique, spécialiste de la mécanique des fluides et de la mécanique des solides. Il est le petit-fils du mathématicien George Boole par sa mère Margaret.

## Biographie
Fils du peintre Edward Ingram Taylor et de Margaret Boole, fille du mathématicien George Boole, Taylor est dès l'enfance fasciné par les sciences après avoir assisté aux Royal Institution Christmas Lectures (en) ; il fait de petites expériences avec des rouleaux à peindre et du ruban adhésif.
Son premier article, en 1909, inspiré par la théorie des quanta, montre que dans l’expérience des fentes de Young, il est encore possible d'obtenir des franges avec des sources de lumière assez faibles pour qu'un seul photon soit présent à chaque instant. Il est le premier à montrer expérimentalement la réalité de la dualité onde-corpuscule.
Son article suivant, consacré aux ondes de choc, lui vaut le prix Smith. En 1910, il est élu Fellow de Trinity College, puis obtient l'année suivante un emploi de météorologue, devenant maître de conférences en dynamique atmosphérique. Ses recherches sur la turbulence des courants atmosphériques sont résumées dans son article Turbulent motion in fluids, qui lui vaut cette fois le prix Adams en 1915.
En 1913 Taylor sert comme ingénieur-météorologue à bord du Scotia, un navire de la Patrouille des glaces ; les observations de cette époque sont à la base de son modèle théorique des échanges turbulents dans l’air. Lorsqu'éclate la Première Guerre mondiale, on l'envoie à la Royal Aircraft Factory de Farnborough comme conseiller technique ; il y améliore en particulier la résistance des arbres d'hélice par la mesure des niveaux de contrainte. Non content de servir d'ingénieur-conseil, il se met à piloter des aéroplanes et s'essaie même aux premiers sauts en parachute.
Après la guerre, Taylor retrouve son bureau de Trinity College et travaille aux applications de la turbulence à l’océanographie. Il se penche également sur la résistance des fluides en rotation sur un projectile. L'attribution en 1923 du statut de Yarrow Research Professor par la Royal Society lui permet de se consacrer entièrement à la recherche, sans plus avoir à donner de cours (l'enseignement lui déplaisait). C'est au cours de cette période qu'il effectue l'essentiel de ses recherches en mécanique des fluides et des solides, dont l'étude fine de la déformation des matériaux cristallins, conséquence de ses travaux à Farnborough. Il apporte à la théorie de la turbulence une contribution majeure avec une approche fondée sur l’analyse statistique des fluctuations du champ de vitesse.
En 1934, Taylor, indépendamment de Michael Polanyi et d’Egon Orowan, découvre que la déformation plastique des solides ductiles peut s’expliquer à partir de la théorie des dislocations développée par Vito Volterra en 1905. Cette intuition s'avère décisive pour la naissance de cette branche de la mécanique appelée mécanique de la rupture.
Durant la Deuxième Guerre mondiale, Taylor sert une nouvelle fois comme expert auprès des autorités militaires : se penchant sur la propagation des ondes de détonation, tant dans l’air que dans les explosions sous-marines. Ses travaux en ce domaine sont mises à profit à Los Alamos lorsque Taylor est envoyé aux États-Unis comme membre de la délégation britannique auprès du projet Manhattan, entre 1944 et 1945. En 1944, il est anobli et récompensé de la médaille Copley par la Royal Society.
Après la guerre, Taylor poursuit ses recherches à l’Aeronautical Research Committee, se consacrant au développement des avions supersoniques. En 1950, il s'appuie sur le théorème de l'analyse dimensionnelle pour calculer l'énergie libérée par une explosion nucléaire réalisée par l'armée américaine en 1945. Son calcul est suffisamment précis pour lui valoir une réprimande de l'armée, les États-Unis étant en pleine guerre froide. Bien qu'officiellement il prend sa retraite en 1952, il demeure actif au cours des vingt années qui suivent, se concentrant sur les problèmes qu'on peut aborder avec un matériel modeste. C'est ainsi qu'il imagine une méthode de mesure du second coefficient de viscosité : pour cela, Taylor a recours à un liquide incompressible séparant les bulles de gaz en suspension. La dissipation du gaz dans le liquide au cours d'une expansion est reliée à la viscosité de cisaillement du liquide, ce qui permet d'en déduire la viscosité de dilatation. Parmi ces ultimes recherches, citons l'étude de la dispersion longitudinale dans les écoulements en conduite, des écoulements à travers les parois poreuses et la dynamique des feuillets de liquides.
Les passe-temps de Taylor refont souvent surface dans ses travaux ; son intérêt pour les tourbillons de fluide (air et eau), et par extension ses recherches sur la locomotion des êtres unicellulaires marins et la météorologie, lui viennent de sa passion pour la voile. Dans les années 1930 il invente l’ancre CQR, qui est à la fois plus solide et plus maniable que ses prédécesseurs et que l'on utilise pour toutes sortes de petites embarcations, y compris les hydravions.
Dans son dernier article, paru en 1969 (il a alors 83 ans), il renoue avec son intérêt pour les phénomènes électriques à l’œuvre dans les orages, considérés comme des courants de fluides conducteurs mis en mouvement par les variations du champ électrique. Le cône d'où ces courants prennent naissance est appelé « cône de Taylor » en hommage à ses recherches. Cette même année, Taylor est décoré de l’Ordre du Mérite.
Il est victime d'un AVC en 1972, ce qui met un terme à sa carrière scientifique, et meurt à Cambridge en 1975.

## Distinctions et honneurs
- Membre de la Royal Society (FRS), élu le 15 mai 1919[4]
- Chevalier
- Membre de l'Ordre du Mérite (OM), 1969[5]
- 1972 : Prix Theodore von Kármán